# Нефедово (Грязовецький район)
Нефе́дово (рос. Нефёдово) — селище у складі Грязовецького району Вологодської області, Росія. Входить до складу Ростиловського сільського поселення.

## Населення
Населення — 41 особа (2010; 57 у 2002).
Національний склад (станом на 2002 рік):
- росіяни — 94 %